# Élections législatives portugaises de 1910
Les élections législatives portugaises de 1910 se sont tenues le 28 août 1910.
Le Bloc libéral obtient 90 sièges contre 51 au Bloc conservateur et 14 aux républicains.  

## Contexte
Les élections législatives porte sur l’élection des 155 députés de la Chambre des députés. Les députés ont été élus dans des circonscriptions avec des listes plurinominales et uninominales. Ce furent les dernières élections législatives avant la proclamation de la République.
Le parlement élu n’a pas commencé ses travaux en raison de la révolution du 5 octobre. Les élections sont déclarées nulles et non avenues par décret du 24 octobre 1910.

## Résultats
| Partis                   | Partis                            | Voix | %   | +/− | Sièges |
| ------------------------ | --------------------------------- | ---- | --- | --- | ------ |
|                          | Bloc libéral                      |      |     |     | 90     |
|                          | Bloc conservateur                 |      |     |     | 51     |
|                          | Parti républicain portugais (PRP) |      |     |     | 14     |
|                          |                                   |      |     |     |        |
| Votes valides            |                                   |      |     |     |        |
| Votes blancs et nuls     |                                   |      |     |     |        |
| Total                    | Total                             |      | 100 | –   | 155    |
| Abstentions              |                                   |      |     |     |        |
| Inscrits / participation |                                   |      |     |     |        |